# Полудодекаэдр
Полудодекаэдр (англ. hemi-dodecahedron) — абстрактный правильный многогранник, содержащий половину граней правильного додекаэдра. Данный многогранник можно представить в виде проективного многогранника (замощение вещественной проективной плоскости шестью пятиугольниками), который можно изобразить при построении проективной плоскости в виде полусферы, где противоположные точки вдоль границы соединены и разбивают полусферу на три равные части.
Данный многогранник обладает 6 пятиугольными гранями, 15 рёбрами и 10 вершинами.

## Граф Петерсена
С точки зрения теории графов полудодекаэдр представляет собой вложение графа Петерсена на вещественную проективную плоскость. При таком вложении двойственным графом является 
K6 (полный граф с 6 вершинами) — см. полуикосаэдр.

Шесть граней полудодекаэдра, изображённые в виде цветных циклов на графе Петерсена